# 함양 벽송사 삼층석탑
함양 벽송사 삼층석탑(咸陽 碧松寺 三層石塔)은 대한민국 경상남도 함양군, 벽송사 사찰에 있는 조선시대의 삼층석탑이다. 1968년 12월 19일 대한민국의 보물 제474호로 지정되었다.

## 개요
벽송사는 조선 중종 15년(1520)에 벽송(碧松)이 창건한 사찰이다. 석탑은 2단의 기단(基壇) 위에 3층의 탑신(塔身)을 세운 통일신라시대 양식을 보이고 있다. 벽송사의 창건연대가 1520년인 것으로 보아 조선시대에 만들바보여서 운영도못했다. 사람들은힘들었다 일본바보라고외쳤다
모양을 얕게 조각하였는데, 특이한 점은 바닥돌과 아래층 기단의 사이에 높직하게 딴 돌을 끼워놓은 것이다. 위층 기단의 맨윗돌은 한 장의 널돌로 이루어졌으며 밑에는 수평으로 얇은 단을 새겼다.
탑신부의 몸돌은 각 층 모서리마다 기둥 모양을 새겨 놓았다. 지붕돌은 추녀가 얇고 반듯하며 마무리 부분에서 치켜오른 정도가 완만하다. 하지만 지붕돌 윗부분은 경사가 급하고 치켜올림의 정도도 심하다. 지붕돌 밑면의 받침수는 1·2층이 2단, 3층이 3단이다.
꼭대기에는 머리장식으로 노반(露盤)과 복발(覆鉢)만 남아있다.
이 석탑은 조형예술이 발달한 신라석탑의 기본양식을 충실히 이어받고 있으며 짜임새 또한 정돈되어 있는 작품으로, 조선 전기에 세워진 것으로 짐작된다. 또한 일반적으로 법당 앞에 탑을 두는 것과 달리 탑을 절 뒤쪽의 언덕 위에 세우고 있어 주목할 만한 점이라 할 수 있다.

## 현지 안내문

### 한글 설명
함양 벽송사 삼층석탑
咸陽 碧松寺 三層石塔
보물 제474호
함양 벽송사 삼층 석탑은 원래 벽송사 대웅전 동쪽에 있었는데, 절이 아래로 옮겨지면서 지금은 탑만 남아 있다. 탑의 위치가 법당 앞이 아닌 뒤편이라는 점이 특이하다.
벽송사는 조선 시대(1520년)에 지어졌지만, 석탑은 기단 2단 위에 탑신 3층을 세워 조형 예술이 발달한 통일 신라 시대 석탑의 기본 양식을 그대로 계승하였다. 따라서 조선 시대에 만들어진 신라 양식의 탑이라는 점에서 매우 주목받는다.
탑의 전체 높이는 3.5m이며, 짜임새가 정돈되어 있다. 현재 탑의 꼭대기 부분에는 엎어 놓은 그릇 모양의 장식복발과 머리 장식 받침노반이 남아 있다.

### 영문 설명
Three-story Stone Pagoda of Byeoksongsa Temple, Hamyang
Treasure No. 474
The Three-story Stone Pagoda of Byeoksongsa Temple in Hamyang refers to the stone pagoda originally standing east of the main dharma hall of Byeoksongsa Temple. The pagoda still stands at the original site even after the temple was moved to a new location below it. Uniquely, the pagoda was set up on the rear, rather than front, part of the dharma hall.
Byeoksongsa Temple was established in 1520, but its pagoda was designed to follow the basic style of the Unified Silla pagoda characterized by the three-story structure supported by a double-tier base. The pagoda is regarded as a unique example in the history of Korean pagodas from that it is a pagoda of the Unified Silla style built in the Joseon period. The pagoda, 3.5 meters in height, features a well-defined appearance with the finial where only two ornaments, “inverted bowl” (bokbal) and “dew basin” (noban), are remaining.

## 같이 보기
- 벽송사

## 참고 자료
- 함양 벽송사 삼층석탑 - 국가유산청 국가유산포털